# Im Banne der Pflicht
Im Banne der Pflicht ist ein österreich-ungarischer Stummfilm aus dem Jahre 1917. Regie führten Jakob Fleck und Luise Kolm. Die Geschichte basiert auf Ludwig Anzengrubers Drama Hand und Herz.

## Handlung
Der Großbauer Paul Weller muss aus geschäftlichen Gründen verreisen. Da er und seine Frau Katharina unzertrennlich sind, nimmt er sie gern mit. Sie machen in einem Dorf halt, weil sich ein Hufeisen ihres Pferdes gelockert hat. In der Dorfschenke glaubt Katharina Weller ihren Augen nicht zu trauen, denn sie erkennt in einem heruntergekommenen Mann ihren bislang totgeglaubten ersten Gatten Georg Friedner wieder. Katharina ist zutiefst geschockt und verlässt diese Örtlichkeit augenblicklich. Auch Friedner erkennt Katharina sofort, spricht sie aber nicht an. Stattdessen lässt er sich vom Wirt ihre Adresse geben und taucht tags darauf auf dem Hof ihres jetzigen Ehemannes auf. Hier fordert er seine unwissentlich in Bigamie lebende Frau auf, ihm als sein Noch-Weib augenblicklich zu folgen. Weller kommt hinzu und muss nun von Katherina erfahren, dass sie tatsächlich Friedners Frau war bzw. formaljuristisch immer noch ist. Wellers Liebe zu ihr ist so groß, dass er von ihr nicht lassen will. Sich der Gefahr einer anstehenden blutigen Auseinandersetzung beider Ehemänner bewusst, türmt Katharina und sucht Rat bei dem Bettelmönch Augustin, der kurz zuvor auf dem Wellerschen Hof Halt gemacht hatte. Ihm erzählt sie die ganze Geschichte:
Georg Friedner, ihr erster Gatte, war einst ein wohlhabender Bauer, der durch eigenen Leichtsinn Haus und Hof verloren hatte. Katharina hatte alles versucht, um zu verhindern, dass es so weit kommt. Friedners bevorzugter Ort war das Wirtshaus, wo er es sich gut gehen ließ, aß, trank und spielte. Wegen eines Mädchens kam es zwischen ihm und einem anwesenden Burschen zu einer handfesten Rauferei. Er schlug den Fremden nieder und flüchtete anschließend. Die Gendarmen und einige Wirtshausbesucher verfolgten ihn bis in die Berge hinauf. Als Friedner keinen Ausweg mehr sah, sprang er von einem Felsen in die Tiefe und landete in einem Wildbach, aus dem er nicht mehr auftauchte. Daraufhin wurde Georg Friedner für tot erklärt. Von den schrecklichen Erinnerungen an diesen Ort gequält, entschloss sich Katharina, die Gegend zu verlassen und anderswo als Bauernmagd neu anzufangen. So landete sie eines Tages auf dem Hof ihres jetzigen Gatten Paul Weller. Man kam sich näher, und eines Tages fragte der Großbauer die mutmaßliche Witwe, ob sie ihn nicht heiraten wolle. Es kam zur Trauung mit anschließender, großer Feier, zu dem das ganze Dorf eingeladen wurde.
Dies ist nun vier Jahre her, und das Ehepaar Weller lebte bis zur Wiederkehr Friedners in Liebe und Harmonie zusammen. Mit dem Auftauchen Friedners mache dieser alte Rechte geltend, so berichtet Katharina gegenüber dem Bettelmönch. Augustin macht Katharina klar, dass sie tatsächlich nicht mit Paul verheiratet und Friedner noch immer ihr Gatte sei. Auch wenn sie nicht zwingenderweise Friedner folgen müsse, sollte Katharina dennoch besser den Wellerschen Hof verlassen. Katharina sucht die Aussprache mit Paul. Dieser weist sie zunächst brüsk zurück, schließt seine illegitime Gattin dann aber doch wieder in die Arme. Als Friedner zurückkehrt und nach Katharina ruft, stürzt sie aus dem Haus und flieht ins Gebirge, gefolgt vom treuen Knecht Hans, der stets darauf geachtet hatte, dass es Katharina gut geht. In den Bergen kommt es zur Katastrophe, als Hans Katharina unbedingt „nach Hause“ bringen will, sie sich aber heftig wehrt. Hans und Katharina stürzen dabei in die Tiefe und kommen ums Leben. Auch auf dem Weller-Hof spielt sich eine Tragödie ab: Angesichts der Boshaftigkeit Friedners rastet Paul aus und erwürgt ihn mit bloßen Händen. Ein Gendarm, der gekommen ist, um Friedner zu verhaften, muss nun Paul Wellers mitnehmen. Auf dem Weg ins Gefängnis passiert dieser den Leichnam seiner geborgenen Gattin, die auf einer Bahre ins Tal getragen wird. Weinend bricht er zu ihren Füßen zusammen.

## Produktionsnotizen
Im Banne der Pflicht und wurde am 7. September 1917 uraufgeführt. Der Film besaß eine Länge von 1352 Metern, verteilt auf vier Akte.

## Kritik
In Wiens Neue Kino-Rundschau heißt es: „Daß die Handlung im höchsten Grade dramatisch und eindrucksvoll ist, braucht …kaum erwähnt zu werden, wohl aber gereicht es der Spielleitung zum besonderen Verdienste, dass es ihr in so eindrucksvoller Weise geglückt ist, den wertvollen dichterischen Gedanken durch eine geradezu ideale Technik in das richtige Licht zu setzen. (…) Auch sind die Aufnahmen von so naturgetreuer Lebenswahrheit, daß man sich förmlich mitten ins ländliche Leben hinein versetzt fühlt. Dazu gesellt sich noch eine Darstellung durch Wiener Künstler, wie sie exquisiter kaum gedacht werden kann, namentlich Werner Klitsch liefert eine Prachtleistung, desgleichen Marie Marschall [sic!].“